# Уразаев, Игорь Кабирович
Игорь Кабирович Уразаев (28 февраля 1960, Печенга) — российский военный деятель, офицер. Герой России.

## Биография
Родился в Печенге 28 февраля 1960 года. Призван на срочную службу в 1978 году, которую проходил в 103-й гвардейской воздушно-десантной дивизии в Витебске. В 1979 поступил в Новосибирское высшее военно-политическое училище. В 1981 прервал обучение и отправился в Афганистан в составе ограниченного контингента советских войск, поступив по собственному желанию на срочную службу. Вернувшись, восстановился в училище и закончил его в 1985 году. Далее служил в 76-й гвардейской воздушно-десантной дивизии (г. Псков).
В 1994 году участвовал в боях за Грозный. Гвардии капитан Уразаев вместе со своими бойцами прорвался к попавшей в окружение Майкопской бригаде. Был контужен, но отказался от госпитализации и продолжил командовать. Вместе со своими бойцами выбил боевиков из здания партийного архива и занял его. После этого дудаевцы предпринимали множество попыток вернуть здание, но все атаки были отбиты. 9 января 1995 года Игорь получает тяжёлую контузию, но продолжал вести бой. 
За мужество и героизм, проявленные при выполнении специального задания Указом Президента Российской Федерации № 535 от 29 мая 1995 года гвардии капитану Уразаеву Игорю Кабировичу присвоено звание Героя Российской Федерации.
В настоящее время продолжает военную службу в ВДВ. С 2005 года имеет звание гвардии полковника.